# De Weere (Opmeer)
De Weere (52° 44′ N, 5° 00′ L) é uma cidade dos Países Baixos, na província de Holanda do Norte. De Weere (Opmeer) pertence ao município de Opmeer, e está situada a 10 km, a noroeste de Hoorn.
Em 2001, a cidade de De Weere tinha 163 habitantes. A área urbana da cidade é de 0.051 km², e tem 71 residências. 
A área de De Weere, que também inclui as partes periféricas da cidade, bem como a zona rural circundante, tem uma população estimada em 850 habitantes.